# Zoé Claessens
Zoé Claessens (Echichens, 28 de abril de 2001) é uma ciclista suíça.

## Carreira
Claessens começou a correr BMX aos sete anos. Seu pai fundou o Echichens BMX Club na Suíça, e dois de seus irmãos também eram corredores de BMX. Em 2018, ela recebeu o prêmio Female Young Talent da Swiss Sports Aid Foundation. Ela foi selecionada para a equipe suíça de ciclismo nas Olimpíadas de Verão de 2020. Antes desse evento, em junho de 2021, ela se tornou campeã europeia em Heusden-Zolder. Ela é treinada pelo ex-campeão mundial e atleta olímpico britânico Liam Phillips.
Em 2022, ela ganhou a prata no Campeonato Mundial de BMX da UCI. Em outubro de 2022, ela terminou em segundo lugar na Copa do Mundo de Supercross da UCI BMX, atrás de Laura Smulders e à frente da campeã olímpica Beth Shriever.
Ela foi medalhista de prata no Campeonato Mundial de BMX UCI de 2024 em Rock Hill, Carolina do Sul, em junho de 2024.
Claessens ganhou o bronze nos Jogos Olímpicos de Verão de 2024 em Paris, tornando-se a primeira corredora suíça de BMX a conseguir isso nas Olimpíadas.